# Hypericum andjerinum
Hypericum andjerinum är en johannesörtsväxtart som beskrevs av Font Quer och Pau. Hypericum andjerinum ingår i släktet johannesörter, och familjen johannesörtsväxter. Inga underarter finns listade i Catalogue of Life.